# Silba adipata
 (mai 2023).
Mouche des figues
Espèce
Silba adipata, la Mouche des figues, est une espèce d'insectes diptères de la famille des Lonchaeidae.

## Impact sur la flore locale
Elle pond dans les figues encore vertes, ce qui entraîne des pertes de production allant de 20 à 80 %. 
Pour mieux comprendre ce ravageur et mettre en place un réseau de piégeage, différents organismes ont collaboré sur des pièges à base de levure de bière ou de phosphate diammonique. Bien que ce dernier soit plus efficace, il n'est pas autorisé en agriculture biologique. Cependant, une demande de dérogation pour son utilisation en 2018 a été soumise. Parallèlement, des mesures préventives, telles que l'élimination des fruits touchés, sont recommandées.

## Systématique
L'espèce Silba adipata a été décrite en 1956 par l'entomologiste canadien spécialiste des diptères James Francis McAlpine (d) (1922-2019),.
Ce taxon porte en français le nom vernaculaire ou normalisé suivant : Mouche des figues.

## Publication originale
- (en + fr) J. F. McAlpine, « Old World Lonchaeids of the Genus Silba Macquart (= Carpolonchaea Bezzi), with Descriptions of Six New Species (Diptera: Lonchaeidae) », The Canadian Entomologist, Ottawa, Société d'entomologie du Canada, vol. 88, no 9,‎ septembre 1956, p. 521-544 (ISSN 0008-347X et 1918-3240, OCLC 01553087, DOI 10.4039/ENT88521-9).